# Província de Lowgar
La província de Lowgar o Logar (paixtu: لوګر, persa: لوگَر) és una divisió administrativa de l'Afganistan, a l'est del país. La capital és Pul-i Alam. Té una superfície de 3.880 km² i una població de 409.900 habitants (2007/2008) la majoria (60%) paixtus seguits dels tadjiks i els hazares.

Districtes de Logar. Imatge anterior a la creació del districte d'Azra, a l'est de Khoshi i Mohammad Agha.

Fins al 2005 el districte estava dividit en cinc districtes i llavors va incorporar el districte d'Azra (procedent de la veïna província de Paktia) i es va crear el districte de Kharwar, segregat de Charkh.
| Districte     | Capital | Població | Àrea | Notes                                          |
| ------------- | ------- | -------- | ---- | ---------------------------------------------- |
| Azra          |         | 14.550   |      | traslladat de la província de Paktia el 2005   |
| Baraki Barak  |         | 78.063   |      |                                                |
| Charkh        |         | 40.492   |      | Subdividit el 2005                             |
| Kharwar       |         | 26,.607  |      | Creat el 2005 segregat del districte de Charkh |
| Khoshi        |         | 15.127   |      |                                                |
| Mohammad Agha |         | 58.979   |      |                                                |
| Pul-i Alam    |         | 88.886   |      |                                                |